# Kableškovo
Kableškovo (búlgaro:Каблешково) é uma cidade da Bulgária, localizada no distrito de Burgas. A sua população era de 2,853 habitantes segundo o censo de 2010.

## População
| Kableškovo | Kableškovo | Kableškovo | Kableškovo | Kableškovo | Kableškovo | Kableškovo | Kableškovo | Kableškovo | Kableškovo | Kableškovo | Kableškovo | Kableškovo | Kableškovo | Kableškovo | Kableškovo | Kableškovo | Kableškovo | Kableškovo | Kableškovo |
| --- | ---------- | ---------- | ---------- | ---------- | ---------- | ---------- | ---------- | ---------- | ---------- | ---------- | ---------- | ---------- | ---------- | ---------- | ---------- | ---------- | ---------- | ---------- | ---------- |
| Ano | 1887       | 1910       | 1934       | 1946       | 1956       | 1965       | 1975       | 1985       | 1992       | 2001       | 2002       | 2003       | 2004       | 2005       | 2006       | 2007       | 2008       | 2009       | 2010       |
| População |            |            |            | …          | …          | …          | 2,634      | 2,750      | 2,854      | 2,817      | 2,808      | 2,809      | 2,804      | 2,835      | 2,866      | 2,883      | 2,860      | 2,850      | 2,853      |
| Fontes: Instituto Nacional de Estatísticas, „citypopulation.de“, „pop-stat.mashke.org“, Bulgarian Academy of Sciences |            |            |            |            |            |            |            |            |            |            |            |            |            |            |            |            |            |            |            |